# Cavares

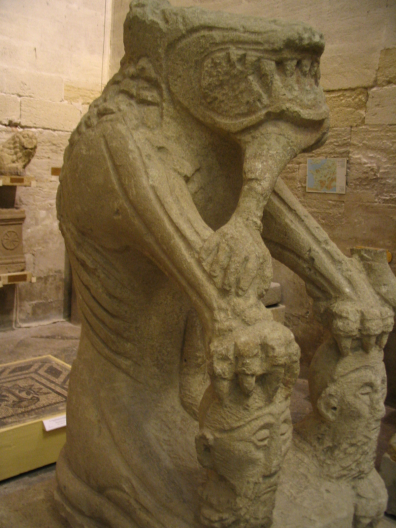
Tarasque de Noves

De Cavares waren een Gallisch volk, of federatie van volken, uit de lagere Rhône vallei. Tot hun vestingen behoorden Avignon (Avennio), Orange (Arausio) en Cavaillon (Cabellio). Hun naaste buren waren de Segovellauni in het zuiden, en de Tricastini, de Salluviërs, de Albici (of Albioeci) en de Vocontii in het noorden.
Cauares is naar wordt aangenomen een Gallisch etnische naam die "helden, kampioenen" betekent; het is waarschijnlijk gerelateerd aan het Oudierse caur, "held, kampioen" en het Welsh cawr, "reus, held".
De Tarasque de Noves, een beeld van een mensenetend monster, dat zich bevindt in het Musée Calvet in Avignon, wordt toegeschreven aan de Cavares.
Gallia Cisalpina:
Anares · Beluni · Boii · Carni · Caturiges · Cenomani · Ceutrones · Insubres · Lepontii · Libici · Lingones · Nerusi · Salassi · Segusani · Suetri · Taurini · Vedianti

Gallia Transalpina:
Aedui · Albici · Allobroges · Ambarri · Ambiani · Andecavi · Arecomici · Atrebati · Aulerci Cenomani · Aulerci Diablintes · Aulerci Eburovices · Arverni · Baiocasses · Bellovaci · Bituriges Cubi · Bituriges Vivisci · Cadurci · Caleti · Carnutes · Catalauni · Caturiges · Cavares · Cenomani · Centrones · Cetrones · Commoni · Condrusi · Coriosolitae · Durocasses · Eciates · Eleuteti · Gabali · Garocelli · Geidumni · Grudii · Helvetii · Helvii · Lemovices · Leuci · Levaci · Lexovii · Lingones · Mandubii · Mediomatrici · Medulli · Menapii · Morini · Namnetes · Nantuates · Nerviërs · Nitiobriges · Osismii · Parisii · Petrocorii · Pictones · Pleumoxii · Redones · Remi · Ruteni · Salluviërs · Santones · Segni · Segovellauni · Segusiavi · Senones · Sequani · Silvanectes · Sordones · Suessiones · Tectosages · Tigurini ·  Tougener · Treveri · Tricasses · Tricastini · Turones ·  Veliocasses · Vellavi · Venelli · Veneti · Viducasses · Viromandui · Vocontii · Volcae Arecomici · Volcae Tectosages · Vivisci